# Tra un anno
Tra un anno è un singolo del cantautore italiano Samuel, pubblicato il 28 agosto 2020 come primo estratto dal secondo album in studio Brigata bianca.

## Video musicale
Il videoclip, diretto dagli YouNuts! (Niccolò Celaia e Antonio Usbergo), è stato pubblicato sul canale YouTube-Vevo del cantante il 1º settembre 2020. Girato su un veliero nel mar Tirreno, tra le isole Eolie, nel contesto del tour estivo del cantante Golfo Mistico Live, è liberamente ispirato nelle riprese e nei costumi al lungometraggio di Wes Anderson Le avventure acquatiche di Steve Zissou.